# Desmos macrocalyx
Desmos macrocalyx är en kirimojaväxtart som först beskrevs av Achille Eugène Finet och François Gagnepain, och fick sitt nu gällande namn av Ping Tao Li. Desmos macrocalyx ingår i släktet Desmos och familjen kirimojaväxter. Inga underarter finns listade i Catalogue of Life.